# Montesinos-Knoten
In der Knotentheorie, einem Teilgebiet der Mathematik, sind Montesinos-Knoten bzw. Montesinos-Verschlingungen eine Klasse von Knoten bzw. Verschlingungen. Fast 25 % aller Knoten mit bis zu 11 Überkreuzungen sind Montesinos-Knoten.

## Definition

Die Montesinos-Verschlingung.

Seien {\displaystyle e} eine ganze Zahl und {\displaystyle {\tfrac {p_{1}}{q_{1}}},\ldots ,{\tfrac {p_{n}}{q_{n}}}} rationale Zahlen. Die {\displaystyle (e,{\tfrac {p_{1}}{q_{1}}},\ldots ,{\tfrac {p_{n}}{q_{n}}})}-Montesinos-Verschlingung ist eine aus {\displaystyle n+1} rationalen Tangles bestehende Verschlingung, deren {\displaystyle i}-ter Tangle in der Conway-Notation der rationalen Zahl {\displaystyle {\tfrac {p_{i}}{q_{i}}}} entspricht.
Falls die Verschlingung zusammenhängend ist, handelt es sich um den {\displaystyle (e,{\tfrac {p_{1}}{q_{1}}},\ldots ,{\tfrac {p_{n}}{q_{n}}})}-Montesinos-Knoten.
Montesinos-Knoten mit ganzzahligen Koeffizienten (also {\displaystyle q_{1}=\ldots =q_{n}=1}) werden als Brezelknoten bezeichnet.

## Verzweigte Überlagerungen
Montesinos-Knoten {\displaystyle K\subset S^{3}} werden durch folgende Eigenschaft charakterisiert: Die 2-fache verzweigte Überlagerung der {\displaystyle S^{3}} über {\displaystyle K} ist eine Seifert-Faserung mit der 2-Sphäre als Basis.
Dies verallgemeinert Schuberts Charakterisierung rationaler Knoten. (In diesem Fall ist die 2-fache verzweigte Überlagerung ein Linsenraum.)
Noch allgemeiner wurde von Montesinos gezeigt, dass die 2-fache verzweigte Überlagerung über einem arboreszenten Knoten eine Graph-Mannigfaltigkeit ist.

## Klassifikation
Eine Klassifikation der Montesinos-Knoten und Montesinos-Verschlingungen wurde 1979 von Bonahon bewiesen, andere Beweise der Klassifikation gaben Zieschang und Turaev.
Das Ergebnis der Klassifikation ist: Montesinos-Verschlingungen aus {\displaystyle n+1} rationalen Tangles, mit {\displaystyle n\geq 3} und {\displaystyle \sum _{i=1}^{n}{\frac {1}{q_{i}}}\leq n-2}, werden klassifiziert durch die geordnete Menge
{\displaystyle \left({\frac {p_{1}}{q_{1}}}\mod \ 1,\ldots ,{\frac {p_{n}}{q_{n}}}\mod \ 1\right)}
(bis auf zyklische Permutationen und Umkehrung der Reihenfolge) zusammen mit der rationalen Zahl
{\displaystyle e_{0}=e+\sum _{i=1}^{n}{\frac {p_{i}}{q_{i}}}}.
Alternativ werden Montesinos-Verschlingungen klassifiziert durch die Quotienten der Knotengruppe nach dem von den Meridianen erzeugten Normalteiler.